# Tibetische Zehntausendschaft
| Tibetische Bezeichnung                    |
| ----------------------------------------- |
| Tibetische Schrift: ཁྲི་སྐོར་                 |
| Wylie-Transliteration: khri skor          |
| Offizielle Transkription der VRCh: Chigor |
| THDL-Transkription: Trikor                |
| Andere Schreibweisen: Thrikor             |
| Chinesische Bezeichnung                   |
| Traditionell: 萬戶                        |
| Vereinfacht: 万户                         |
| Pinyin:wànhù                              |

Zehntausendschaften waren in West- und Zentraltibet zur Zeit der Yuan-Dynastie politische Gebietseinheiten, die in etwa mit Provinzen vergleichbar sind.
Die 13 Zehntausendschaften von Zentral- (tib. dbus) und Westtibet (tib. gtsang und tib. mnga’ ris) wurden jeweils von sogenannten Zehntausendschaftsführern (tib.: khri dpon) verwaltet, die direkt den Throninhabern von Sakya unterstanden.
Der Untergang der Yuan-Dynastie im Jahre 1368 bedeutete auch das Ende dieser Gebietsaufteilung in Tibet.

## Historischer Hintergrund
In den Jahren zwischen 1246 und 1250 n. Chr. war den Tibetern weitgehend deutlich geworden, dass eine Unterwerfung unter die Herrschaftsansprüche des aufstrebenden Großreichs der Mongolen unausweichlich war. Dass die Einordnung Tibets dann relativ unblutig verlief, war letztendlich den Vermittlungsbemühungen tibetischer Geistlicher, insbesondere des Sakya Pandita, zu verdanken. Seine Bemühungen wurden dadurch belohnt, dass seinem Neffen Chögyel Phagpa und dessen Nachfolgern im Amt des Throninhabers ( Sakya Thridzin) von Sakya de facto die Lehnsherrschaft über Tibet zugesprochen wurde. Für die Zeit der fünfziger Jahre des 13. Jahrhunderts kann man die Beteiligung tibetischer Fürsten an den militärischen Expeditionen der Mongolen beobachten. Als Belohnung erhielten sie nicht selten bedeutende Ämter in der regionalen Verwaltung des politisch neu zu ordnenden Tibets zugesprochen.

## Territoriale Neuordnung Tibets
Mit der Ernennung des mongolischen Prinzen Kublai Khan zum Großkhan des Mongolenreiches im Jahre 1260 setzte auch die Neuordnung von Tibet ein.

### Die drei großen Militärbezirke
Tibet wurde zunächst in drei so genannten Militärbezirke eingeteilt, die drei Chölkha (tib.: chol kha). Dabei entspricht das tibetische Wort chol kha dem mongolischen ciγulγan, womit die Mongolen die größte militärische Einheit ihrer Armee bezeichneten.
Die erste dieser drei Chölkha wurde als „Chölkha des Dharma“ (tib. chos kyi chol kha) bezeichnet und umfasste insbesondere Zentraltibet und den übrigen Westen Tibets.
Die zweite Einheit trug die Bezeichnung „Chölkha der Menschen“ (tib. mi’i chol kha) und umfasste die historische Region Dotö (tib. mdo stod). Sie erstreckte sich somit grob gesprochen über das später als Kham bekannte Gebiet.
Die dritte Einheit trug die Bezeichnung „Chölkha der Pferde“ (tib. rta’i chol kha) und umfasste die historische Region Dome (tib. mdo smad). Sie erstreckte sich über das später als Amdo bekannte Gebiet.
Den Throninhabern von Sakya wurden alle drei Militärbezirke zugesprochen, was auch darin sichtbar wurde, dass die in diesen drei Gebieten Administratoren einsetzten.

### Einrichtung der Zehntausendschaften
Die Einteilung der Chölkha in Zehntausendschaften ist nur für das westliche Chölkha, welches die Gebiete von Zentral- und Westtibet sowie Ngari umfasste, überliefert. Der Begriff stammt ebenfalls aus der mongolischen Heeresunterteilung und entspricht dem mongolischen Tümen. Dies war eine militärische Einheit, die zehntausend Mann umfasste. Allerdings waren die Zehntausendschaften Tibets von unterschiedlicher Größe und umfassten in der Regel nur einige tausend Familien.

## Zahl und politische Struktur der Zehntausendschaften
Das westliche Chölkha Tibets (Chölkha des Dharma) bestand aus 13 Zehntausendschaften, die alle aus schon bestehenden, in der Regel wesentlich kleineren Fürstentümern durch territoriale Erweiterung hervorgingen. Dies wird besonders an dem Beispiel von Tshel Gungthang (tib. tshal gung thang) deutlich, dessen weltlicher Führer Ringyelwa (tib.: rin rgyal ba) sich in den fünfziger Jahren des 13. Jahrhunderts an der Kampagne von Khublai Khan gegen das Nanzhao-Königreich in Yunnan beteiligte. Nach der Inthronisierung von Khublai Khan als Großkhan wurde er zum Führer (tib.: khri dpon, „Thripön“) der Zehntausendschaft Tshel Gungthang ernannt, dessen Territorium durch die Zuordnung weiterer Landesteile von Zentraltibet erheblich erweitert wurde.
Das Amt des Thripön wurde durch Erbschaftsfolge weitergegeben. Die Thripön unterstanden den Weisungen der Pönchen (tib.: dpon chen) von Sakya, die die politischen Angelegenheiten der Throninhaber von Sakya regelten. Innerhalb ihrer Zehntausendschaft hatten sie aber nahezu unbeschränkte Verwaltungshoheit. Beim Wechsel im Amt des Thripön war es geradezu obligatorisch, dass die neuen Amtsinhaber zum Hof des Yuan-Kaisers reisten, um sich ihr Amt vom Kaiser bestätigen zu lassen.
Die wichtigsten Zehntausendschaften im westlichen Zentraltibet waren Mangyül Gungthang, Latö Lho, Latö Chang, Chumig und Zhalu. Für das östliche Zentraltibet sind insbesondere Phagmo Dru (tib.: phag gru khri skor), Tshel Gungthang (tib.: tshal pa khri skor), Gyama (tib.: rgya-ma khri skor), Chayül (tib: bya yul khri skor), Drigung und Yasang (tib.: g.ya’ bzangs khri skor) zu erwähnen.
Nach dem Ende der Vorherrschaft von Sakya in Tibet (1354) wurden diese Zehntausendschaften entweder in den expandierenden Herrschaftsbereich der Phagmo-Dru-Herrscher absorbiert oder existierten als eigenständige Herrschaftsgebilde fort.